# Yuberí
Yuberí (Juberí, Jubirí), jedna od starih podgrupa Purupurú Indijanaca, koji su živjeli na donjem toku rijeke Tapauá, jezeru Abonini i obalama srednjeg Purusa kod ušća rijeke Mamoriá-Açu u brazilskoj državi Amazonas. 
Godine 1862. opazio ih je njemački prirodoslovac Gustav Wallis na rijeci Arimã u društvu Paumari Indijanaca. Nestali su.